# ドリーム秋田・東京号

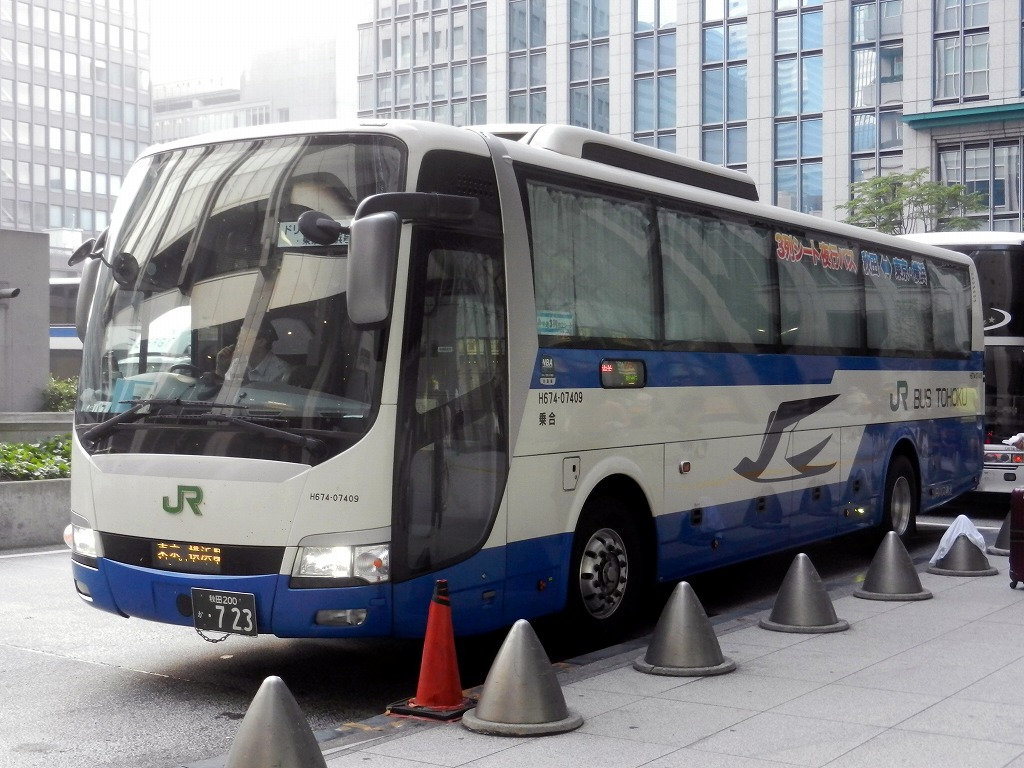
ドリーム秋田・横浜号（撮影当時）

ドリーム秋田・東京号（ドリームあきた・とうきょうごう）は、千葉県浦安市から東京都千代田区を経由して、秋田県秋田市との間を結ぶ、ジェイアールバス東北が運行する夜行高速バスである。
本稿では旧路線名のドリーム秋田・横浜号（ドリームあきた・よこはまごう）についても記載する。
なお全ての座席が指定のため、乗車には事前の予約が必要。

## 所轄事業所
- ジェイアールバス東北（仙台支店）
  - ワンマン運行で、仙台宮城ICで交代。2021年2月まで秋田 - 仙台宮城IC間は秋田支店の乗務員が担当していた（車両も秋田支店の所属であった）。

※東京側ではジェイアールバス関東が発券及び運行支援業務を担当。

## 運行経路
凡例　○：乗車のみ取り扱い　●：降車のみ取り扱い　↓↑：通過
| 所在地 | 所在地   | 停留所名             | ドリーム秋田・東京号 | ドリーム秋田・東京号 | 備 考                         |
| 所在地 | 所在地   | 停留所名             | 東京 ↓ 秋田          | 東京 ↑ 秋田          | 備 考                         |
| ------ | -------- | -------------------- | -------------------- | -------------------- | ----------------------------- |
| 千葉県 | 浦安市   | 東京ディズニーランド | ○                    | ●                    | 27番のりば発着                |
| 東京都 | 千代田区 | 東京駅八重洲南口     | ○                    | ↑                    | 6番のりばに停車               |
| 東京都 | 千代田区 | 東京駅日本橋口       | ↓                    | ●                    |                               |
| 秋田県 | 秋田市   | 秋田駅東口           | ●                    | ○                    | 東口バスプール4番のりばに停車 |

- 秋田行（1号）は蓮田SAと錦秋湖SAの2箇所で、東京行（2号）は北上金ヶ崎PAと羽生PAの2箇所でそれぞれ休憩する[1]。

## 運行回数
- 1日1往復。

## 運賃
カレンダー制運賃（閑散期、繁忙期、超繁忙期）を導入している。詳細は運行事業者のホームページ等で確認のこと。

## 歴史
- 2008年（平成20年）3月14日 - 「ドリーム秋田・横浜号」運行開始。
- 2011年（平成23年）3月26日 - 同年3月11日に発生した東北地方太平洋沖地震の影響により運休していたが、この日の出発便より運行を再開。
- 2014年（平成26年）4月1日 - 運賃改定[2]。
- 2016年（平成28年）8月31日 - 同日発車の便を以て、みどりの窓口での乗車券発売を終了。
- 2018年（平成30年）12月21日 - 秋田側の起終点を、秋田大学前からポートタワーセリオンに変更し、同区間を延伸[3]。
- 2019年（平成31年／令和元年）
  - 4月16日 - 東京側の発着地を東京ディズニーランドに変更（1号車のみ）、横浜駅東口発着を廃止。これにより路線名を「ドリーム秋田・東京号」に改名[4]。
  - 11月1日 - 東京ディズニーランドののりばをバスターミナル・ウエスト（27番）に変更[5]。
- 2020年（令和2年）
  - 4月8日 - 新型コロナウイルス感染拡大の影響により、この日より同年4月30日出発便まで運休[6]。
  - 5月11日 - この日より当面の間運休[7]。
  - 6月4日 - 上り2号（秋田発）がこの日の出発便より（下り1号（東京発）は翌6月5日より）運行再開（ただし東京ディズニーランドが休園中のため、東京駅発着）[8]。当面の間秋田駅東口発着となり、秋田大学前、秋田ポートタワーセリオン前には停車しない[9]。
  - 7月1日 - この日の出発便より秋田大学前、秋田ポートタワーセリオン前バス停の使用を再開[10]。
  - 7月9日 - 上り2号（秋田発）がこの日の出発便より（下り1号（東京発）は翌7月10日より）東京ディズニーランド乗り入れを再開[11]。
- 2021年（令和3年）1月17日 - この日の秋田発の便より（首都圏発は翌1月18日出発便より）同年1月27日の秋田出発便まで（首都圏発は翌1月28日出発便まで）運休[12][13]。
- 2025年（令和7年）3月1日 - 秋田大学前、秋田ポートタワーセリオン前の各バス停を廃止するとともに、運賃を改定[14]。

## 使用車両
- 日野・セレガの独立3列シート車両で運行（1号車のみ。2号車以降は4列シート車での運行となる）。